# Oulad Sidi Abdelhakem
Oulad Sidi Abdelhakem (arabiska: أولاد سيدي عبد الحاكم) är en kommun i Marocko.   Den ligger i provinsen Jerada och regionen Oriental, i den nordöstra delen av landet, 500 km öster om huvudstaden Rabat. Antalet invånare är 2 995.